# Microregione di Irati
Irati è una microregione del Paraná in Brasile, appartenente alla mesoregione di Sudeste Paranaense.

## Comuni
È suddivisa in 4 comuni:
- Irati
- Mallet
- Rebouças
- Rio Azul